# Alois Schertzinger
Alois Schertzinger, născut cu numele de Aloysius Schertzinger (n. 13 iulie 1787, Gütenbach – d. 12 februarie 1864, Sărata, Gubernia Basarabia) a fost un ceasornicar, dirijor și cofondator al coloniei germane Sărata din Basarabia.

## Viața
Alois Schertzinger s-a născut la data de 13 iulie 1787, în Gütenbach din Marele Ducat din Baden. Schertzinger a învățat meseria de ceasornicar și a emigrat la vârsta de 17 ani la Sankt Petersburg. Acolo, el a obținut un premiu pentru priceperea sa, fiind considerat un "maistru iscusit".
De asemenea, a fost un bun violonist și a luat parte la câteva concerte. Grație capacității sale muzicale, el a fost temporar prim-dirijor (capelmaistru) la curtea țarului Alexandru I al Rusiei.
În Sankt Petersburg l-a cunoscut pe preotul catolic Ignaz Lindl (1774-1846). Între cei doi s-a legat o prietenie strânsă. Când Lindl a plecat în provincia Basarabia din sudul Rusiei pentru a găsi o soluție de înființare a unei așezări a emigranților germani, Schertzinger l-a urmat. În anul 1822, Alois Schertzinger a conceput planul de înființare a coloniei germane Sărata (în prezent în Ucraina). Ca urmare a faptului că și-a însușit limba rusă și a abilităților sale organizatorice în aprovizionarea cu materiale de construcții, el a devenit un stâlp important al coloniei germane. La data de 15 august 1822 s-a căsătorit la Bad Langenbrücken/Baden cu Marianna Schäfer (1805-1888), cu care a avut trei copii.
Schertzinger a fost timp de peste 19 ani asistentul lui Gottlieb Veygel, primarul coloniei Sărata, reprezentând în repetate rânduri localitatea în fața Tribunalului Ținutului Acherman. În ciuda recunoașterii meritelor sale la fondarea localității Sărata, el s-a retras trist la finalul vieții, după o retrogradare în cadrul comunității. Pentru numeroșii ani de serviciu, țarul Rusiei i-a acordat Medalia de argint, cu care au fost onorați puțini germani basarabeni. Alois a murit la 12 februarie 1864 la Sărata, în urma unui accident vascular cerebral, și a fost înmormântat acolo la 14 februarie 1864.